# Michel Courtiols
Michel Courtiols (Fumel, 27 aprile 1965) è un ex rugbista a 15 francese, da giocatore attivo nel ruolo di terza linea flanker di Cahors e Bègles-Bordeaux.

## Biografia
Cresciuto rugbisticamente a Villeneuve-sur-Lot, in Aquitania, fu introdotto al Cahors da suo zio, rugbista anch'egli in passato.
Nella squadra occitana disputò qualche stagione prima di passare, a fine anni ottanta, al Bègles-Bordeaux, con il quale si laureò campione di Francia nel 1991 e vincitore di due Coppe nazionali.
Disputò tre incontri per la Francia, tutti nel 1991: il primo in Coppa FIRA contro la Romania, il secondo contro gli Stati Uniti (in cui segnò la sua unica meta internazionale) e l'ultimo durante la Coppa del Mondo di rugby 1991 in Inghilterra, contro il Galles.
La sua professione è quella di addetto stampa.

## Palmarès
- Campionati francesi: 1
Bègles-Bordeaux: 1990-91
- Coppe di Francia: 1
Bègles-Bordeaux: 1990-91; 1994-95